# Градска галерија (Добој)
| Умјетничка галерија Центра за културу и образовање Добој |                                         |  |
|                                                          |                                         |  |
|                                                          |                                         |  |
| Врста:                                                   | Државна установа                        |  |
| Основана:                                                | 1956.                                   |  |
| Седиште:                                                 | Кнеза Лазара 6 · Добој Република Српска |  |
| Управник:                                                | Лидија Жарић                            |  |

Умјетничка галерија Центра за културу и образовање Добој је градска умјетничка галерија која се налази у Добоју у Републици Српској, Босна и Херцеговина. Галерија функционише у оквиру Центра за културу и образовање, у згради некадашњег Радничког универзитета.
У галерији се одржавају бројне изложбе, књижевне вечери, мини концерти. Једна од значајних изложби је традиционални Ликовни салон.